# トイ・ストーリーシリーズの登場人物一覧
トイ・ストーリーシリーズの登場人物一覧（トイ・ストーリーシリーズのとうじょうじんぶついちらん）
ここでは、ピクサーのアニメーション映画『トイ・ストーリー』シリーズに登場したキャラクターをまとめて説明する。キャラクター名の下の声優は映画での声優名である（原語版/日本語吹き替え版）。また、『カーズ』版等の本編以外の声優は後述。
- トイ・ストーリー（以下、『1』と記述）
- トイ・ストーリー2（以下、『2』と記述）
- トイ・ストーリー3（以下、『3』と記述）
- トイ・ストーリー4（以下、『4』と記述）

## おもちゃ

### アンディのおもちゃ
ウッディ・プライド（以下「ウッディ」と表記）
声優 - トム・ハンクス/唐沢寿明（映画）、辻谷耕史→松本保典（本編以外の各種メディア）

本作の主人公のカウボーイ人形。アンディの一番のお気に入りでオモチャたちのリーダー。
バズ・ライトイヤー（以下「バズ」と表記）
声優 - ティム・アレン/所ジョージ（映画）、ハビエル・フェルナンデス・ペナ（『3』スペイン語）、稲葉実→後藤光祐（本編以外の各種メディア）

スペースレンジャーのアクションフィギュア。ウッディの親友。
バズの宇宙船
バズが販売時に収納されていた外箱。紙製でバズが仰向けになって収納されている。コックピットはバズの全体像が見えるようになっており、裏にはバズのキャラクター設定の説明書きが書かれている。当初バズ自身は設定に従い本物の宇宙船だと思いこんでセロハンテープで補修していた。引越しの直前までアンディは持っていたらしいが『2』では既に廃棄された模様。『謎の恐竜ワールド』ではボニーのビニール製のリュックサックとして再登場する。

ジェシー
声優 - ジョーン・キューザック/日下由美、鈴木麻里子（OVA）

カウガールの人形。ウッディの妹分。バズとは恋仲。
レックス
声優 - ウォーレス・ショーン/三ツ矢雄二、大竹宏（マクドナルドハッピーセットCM）
プラスチック製のティラノサウルスの玩具。可動部が多い。恐竜とは思えないほど人当たりが良い性格で天真爛漫だが、かなりおバカで間抜けな性格で、空気の読めない言動や行動で何かとトラブルメーカーになってしまうことも多い。アンディの説明では、「この世で一番恐ろしい怪獣」らしいが、実際は気弱で大人しい性格。また、喧嘩や争い事が苦手で、『1』でウッディが仲間達に濡れ衣を着せられた際はそれほど敵対することはなかった。しかし、ウッディがバズの腕を使ってその場にバズがいることを誤魔化した時は彼がバズの腕を取ったと誤解し、信用しなくなるもレニーやボーの証言で真実を知った際はスリンキーと共に罪悪感を抱き、和解した。
迫力の無い顔や声をしていることに劣等感を抱いており、アンディが別のもっと怖い恐竜の人形を貰うことを恐れていた。後にバズから迫力を出す為のアドバイスをもらう。テレビゲーム（デザインはスーパーファミコンの北米輸出仕様）が大好きで『2』の冒頭では、バズが主役のテレビゲームで遊んでいた。
仲間からは時に、「ニセゴジラ」と呼ばれることもある。『1』では、自分はマテルの子会社によって製造された（日本語吹き替え版では「僕アメリカ製」）と述べた。
『2』では、アルに盗まれたウッディを救出するためにバズたちと一緒に出発するが、アルの玩具屋に入った途端、お気に入りのテレビゲームの攻略本を発見し、夢中で読み込んでいた。その後、ニューアクションベルトを付けた新型のバズ・ライトイヤーと出会い、アンディのバズと勘違いしてザーグの攻略法談議を始める。エレベーターで本物のザーグと遭遇し、新型のバズがピンチに陥った際、しっぽ攻撃でザーグを倒した（ただし、無事だった）為、「バズ・ライトイヤー」のゲームをやらなくなった。
『3』では、サニーサイド保育園のイモムシ組子供たちに散々に扱われ、尻尾が取れてしまい、夜中は逆さまに尻尾が取り付けられていた。
アンディの遊びでは常にウッディの味方の恐竜役。
『モンスターズ・インク』のNG集でテッド役のオーディションに参加したほか、『ウォーリー』にもカメオ出演している。『トイ・ストーリー・トリーツ』ではウッディやバズの次に出番が多い。
ハム
声優 - ジョン・ラッツェンバーガー、アンドリュー・スタントン（OVA）/大塚周夫（1-3,ス,ハ,ニ,レ）→咲野俊介（4,KHIII）、立木文彦（カーズ版）
豚型のプラスチック製の貯金箱である。クールで毒舌家だが物事を深く考え鋭い意見を述べるオモチャ達の参謀役でもある。お腹の中にアンディの貯めた小銭が入っている。『2』では小銭で6ドル以上運んでいるらしい。また、ヘソの栓の中身を見られることを恥ずかしいと嫌がる。『1』でバズが事故で窓から落ちた際、ウッディが嫉妬して殺そうとしたと勘違いし、真相を知るまで彼を疑い続けた。『3』でもアンディのママが間違えて捨てられたショックでウッディが誤解を解こうとするも信じようとしなかった。また出会った頃のバズに対して親しげな態度を取っていたが『2』以降は初期化した彼や新型バズの行動に呆れたり、「また宇宙野郎に逆戻りだ」「バズの大群を見て変になったかな」と嫌みを言っている。お金や雑学には詳しい。「ブブトンチョップ」というのしかかり攻撃、「ブブトンアタック」という突進攻撃が得意。『3』では、イモムシ組の子供たちに液体をかけられたり、色々小物を中に詰め込まれたりされた。ハーモニカを弾けるが、デモモードで初期化されたバズに「うるさい」と怒られた。
アンディの遊びでは『1』では金庫役だったが、『2』以降はドクター・ポークチョップという悪役になり、戦艦や転送装置、おさるの爆弾（バレルオブモンキー）、軍隊（グリーン・アーミー・メン）、サメ（ミスター・シャーク）を所持している。ドクター・ポークチョップ役の時はミスター・ポテトヘッドの帽子を被る。『トリーツ』ではレックスのツッコミ役になることが多い。
ミスター・ポテトヘッド
声優 - ドン・リックルズ（ニ）/名古屋章（1&2）→辻萬長（3,ハ,テ,4）
ジャガイモの顔をした人形で、目や耳などの顔のパーツを自由に付け替えることができる。ハム以上に皮肉屋で嫌味な性格に見られがちだが、仲間を大事に思う気持ちは人一倍に強い。アンディには度々悪役を演じさせられているが、何度遊んでもバラバラにされたパーツを無くさない彼を信頼している。対象年齢は3歳以上とのことで、赤ん坊のモリーにバラバラにされた際には「俺に赤ん坊の相手をさせるなっての」ボヤいていた。
何にでも疑り深く現状で決めつけるところがあるため、どの作品でもウッディの言うことを信じず、よく対立することが多く、特に『1』ではバズが窓から落ちた際はウッディのいうことに聞く耳を持たず、ハムと共に最後までウッディを疑い続けた他、彼の皮肉な言動の数々がウッディのバズに対する嫉妬や苛立ちに繋がり、『1』の事件の遠因となった。『3』でもハム同様再び、ウッディの言うことを信じず、真相を知った際、ハムから「酷い奴だな」と言われた際、「お前だってそうだろう」と言い返した。反面、『2』ではウッディを救出する意気込みを熱弁する中で、『1』で自分達がウッディに冤罪をかけた一件を蒸し返してきたバズに対し、「またその話かよ…」とハムと共にバツが悪そうにボヤいていた様子から、一応自らの過ちに対して罪悪感は持っている様子を見せている。ハム同様に出会った頃のバズに対して親しげな態度を取っていたが、『2』以降は初期化した彼や新型バズに振り回されることが増え「帰りに奴のヘルメットをぶっ壊してやる」と嫌みを言っている。
結婚願望があり、『1』ではアンディの誕生日プレゼントにミセス・ポテトヘッドを熱望し、それをハムにからかわれると「悪いかよ、俺の夢だ」と返していた。そして『1』のラストでミセス・ポテトヘッドがプレゼントされると大喜びしていた。妻のミセス・ポテトヘッドとはとても夫婦仲がよく、ツアーバービーに話しかけられた際、「俺にはカミさんがいる」と自分に言い聞かせる所があるなど一途な部分もある。ヒゲをつけていたがミセスが家に来ることを知りヒゲを外したが、『2』でウッディ救出に外に出た際はヒゲを付けた。『3』では、ロッツォに対しての態度が悪かったことからカゴには入れず、外の砂場のカゴに入れられてしまう。サニーサイド保育園からの脱出を成功させるため、外した部品を駆使してトルティーヤやキュウリを胴体に刺して飛び跳ねながら移動していた。ロッツォの裏切りでゴミ処理場の焼却炉に落ちそうな時、息子であるエイリアン達に救われ、彼らに感謝した。
アンディの遊びでは、ドクター・ポークチョップの手下、アイパッチ・バートの役。お金好きな強盗で指名手配されており、バリアーを使える犬（スリンキー）を飼っている。
ミセス・ポテトヘッド
声優 - エステル・ハリス/楠トシエ（2）→松金よね子（3,ハ,ニ,レ,4）
『1』のラストで仲間入りしたミスター・ポテトヘッドの妻。実はモリーへのプレゼントだったが、『2』で気に入らなかったのかアンディのおもちゃとして初めて姿を現す。夫のミスターとはラブラブ。ミスターに「スイートポテトちゃん」と呼ばれているが、ミスター以外に呼ばれることは嫌がっている。
面倒見がよくウッディ救出の際、ミスターにいろいろな物を持たせていた（NGシーンでは本編にも使用されず、明らかに要らない物まで大量に持たせた）。しかし夫の浮気を心配しているらしく、「知らないおもちゃと喋っちゃだめよ」と念を押す場面もある。『2』でピザ・プラネットの車でひょんなことからミスター・ポテトヘッドが助けたエイリアンたちを養子にしようと言い出した。
『3』の序盤で右目のパーツを紛失するが、これがおもちゃたちのアンディへの誤解を解くことになる。本人曰く「30個以上の個別パーツがある」。
アンディの遊びでは、アイパッチ・バートの妻、アイパッチ・ベティの役。ヌンチャクとハンドバッグを使う。
スリンキー・ドッグ
声優 - ジム・ヴァーニー（1&2）→ブレイク・クラーク（3-4）/永井一郎（1-3,ハ）→辻親八（4）
胴体部分がバネになっている犬の人形。その長い胴体は、さまざまなことに活用されている。ウッディとはボードゲームで遊ぶ仲。オモチャの中では最年長で、ウッディとはもっとも付き合いが長い。
仲間思いでちょっとお節介だが気の良いヤツ。ウッディが「オモチャ殺し」の疑いをかけられたときは、ボーと共に誰よりも彼の潔白を強く信じていたが、ウッディがバズの腕を取ったと誤解した時は彼に失望して信用しなくなるが、レニーとボーの証言で真実を知るとレックスと共にウッディを疑ったことに罪悪感を抱き、誰よりも積極的に彼らを助けようとした。その後もこの事を気にしている。『3』の小説版では、ウッディから「いつも味方でいてくれたスリンキー」と言われていた。
本物の犬のバスターの言葉を理解することができ、犬の鳴き真似もできる。『3』では年をとり老人口調でイモムシ組の子供たちに散々に扱われるが、バネはまだ丈夫らしい。
アンディの遊びではアイパッチ（ポテトヘッド）夫妻の飼い犬役。『3』では体を丸めてバリアーを使えるという設定も追加された。
『4』では外に置き去りにされたRCを助けようとするが、長さが足りなかった。
ランプスタンド
幼児用の陶器製電気スタンド。2体の人形は取り外し可能で、アンディはボーと羊を取って遊びに参加させている。アンディのおもちゃとして扱われているが、元々はアンディのものではない。『3』では既に他の家へ譲られており、ボーがいなくなっていることにウッディは未だにショックを受けている。
なお、このスタンドはマザー・グースの唄の一つ『LITTLE BO-PEEP』がモチーフとなっている。
ボー・ピープ
声優 - アニー・ポッツ/戸田恵子
スタンドの羊飼いの少女の人形。ミセス・ポテトヘッドやジェシーが来るまでは、おもちゃ達の中の紅一点だった。ウッディとはほぼ相思相愛の仲で、どちらかというと杖を使ってウッディを引っ張るなど彼女の方がリードする積極的な言動が多々見られ、頻繁にウッディのことを気にかけている。
『1』でバズが家に来た際、一度は引っ越しのペアに推薦する。ウッディが仲間達に濡れ衣を着せられた時はスリンキーと共にウッディの身の潔白を信じたり、引っ越し直前にウッディとバズをなくして悲しむアンディの姿を見てウッディの身を案じていた。終盤でレニーがウッディとバズがRCでトラックを追いかけてくる姿を目撃したことと自身の証言でウッディの身の潔白を晴らすことができた。
アンディの遊びではヒロインの立場に置かれており、主に人質役だが、最後はウッディに助けられ恋人になる。
『1』の音声解説によれば本来の持ち主はアンディではなく、妹のモリーとされている。
『3』ではアンディの家にはおらず劇中では語られていなかったが、次回作の『4』の冒頭でRCを救出した直後に他の家へ譲られていた事が判明される。それゆえ、ウッディはボーと引き離されてしまった悲しみから『4』で彼女と再会するまで心に癒えない傷を負っていた。
羊
スタンドの羊の人形。ボーと一緒に行動する。3匹の羊が身を寄せ合った状態で1つのおもちゃになっているため、一見すると首が3つあるように見える。
言葉は喋らず、時々勝手な行動を見せるが、ボーの口笛で言うことを聞く。『4』ではビリー・ゴート・グラフと呼ばれている。オスのような名前だが、3匹ともメスである。
『トリーツ』にも登場していたが、ボーは登場していない。
ブルズアイ
声優 - フランク・ウェルカー
『2』から登場する。ジェシーと同じく『ウッディのラウンドアップ』に登場していたウッディの愛馬の人形。ウッディに非常に懐いており、彼の移動手段としても使われた。言葉は喋れない。離陸直前の双発ジェット旅客機に追いつく相当な健脚を持っている。ウッディが乗馬した際の決め台詞はラウンドアップ時代の「Ride Like the Wind Bullseye! (走れ、風のように、ブルズアイ！)」。
アンディの家に来たばかりの時は、アンディから「ジェット推進ホース」と呼ばれていたが、名前を知ったのか『3』では名前を呼んでいた。ウッディ達と異なり、4本の足の裏それぞれにアルファベット1文字ずつ「A」「N」「D」「Y」と書かれている。
アンディの遊びでは、フルスピードの蒸気機関車の先頭部にも追いつけるほどの脚力ということになっている。
エイリアンたち（リトル・グリーン・メンまたはLGM）
声優 - ジェフ・ピジョン（映画）、デビ・デリーベリー（1）、パトリック・ウォーバートン（OVA） /落合弘治（1以降）、石井隆夫（1）、桜井敏治（2以降）、多田野曜平（バズ・ライトイヤー 夏の大作戦以降）、鈴木琢磨・三ツ矢雄二・仲野裕（OVA）
ピザ・プラネットにあるゲームコーナーのクレーンゲームの中にいるビニール製の人形。歩くと音がする。三つ目で笑顔の憎めないヤツ。ただし余りに純粋な上に集団で登場するため、しばしば周囲に迷惑がられることも。人数が多くても考えていることは一緒。
『2』では3人組で登場し、「ピザ・プラネット」の車に3体共に吊るされており、窓から落ちそうになったところをミスター・ポテトヘッドに助けられ、その語「命の恩人、感謝永遠に」と勝手にアンディの家までついてきた。これ以降ポテトヘッド夫妻の養子として扱われており、突拍子もないミセスの案でポテトヘッドも呆れていたが、『3』では6年たってもポテトヘッドに対する恩は忘れていない。彼らもクレーンゲームの景品だったからか、クレーンゲームのアームやクレーンを「帝王」（日本語吹き替え版では「神様」）と呼んでいる。シドにつかまったエイリアンは猛犬のスカッドに手渡され無残に振り回されるが、その後スカッドの皿から出てきてシドへの復讐に協力した。
『3』では、ウッディ達がゴミ処理場の焼却炉で焼かれそうになる所を、クレーンを操作して救い出した。その際、義父で恩人でもあるポテトヘッドから『1』とは逆に「命の恩人、感謝永遠にだ…」との言葉を贈られる。
胸の星のマークをよく見ると「ピザ」になっていて、サラミとマッシュルームが描かれている。
アンディの遊びでは、アイパッチ（ポテトヘッド）夫妻の子供役。元はバービーのであった車を運転して迎えに来る。
『トリーツ』では大量に登場。超能力でボードゲームに勝ってウッディを驚かせた。
グリーン・アーミー・メン（バケット・オブ・ソルジャー）
声優（軍曹） - R・リー・アーメイ/谷口節（1-3,トイ・ストーリー・マニア!）→玉野井直樹（ディズニー・オン・アイス,キングダム ハーツIII）
声優（部下） - R・リー・アーメイ/後藤敦（1）、根本泰彦（3,トイ・ストーリー・マニア!,キングダム ハーツIII）、綿鍋想（3）
アメリカでは数十年前から売られている「緑色のオモチャの兵隊」で、数が多く約100体ある。
『1』ではアンディの誕生日プレゼントの偵察を行った。軍曹以下様々な装備を持つ兵隊がいて、普段は大きなバケツにまとめて入れられている。プロ意識が高く、任務遂行に情熱的で、仲間思いでもある。しかしやたらこき使われていたためか、ウッディの潔白はあまり信じていなかったが誤解が解けた後、和解した模様。ママに踏まれるソルジャーは、地雷探知機を持っている。シドに爆破された兵士との関係は不明。
『3』では、軍曹1体と落下兵2体の3体しか残っておらず、その他の兵士は捨てられてしまったのかどうなったのかは不明（それぞれ旅立った模様）。最後の任務を終えた後、自らアンディの家から飛び立ち、EDでサニーサイドにたどり着いた。
英語版の軍曹役であるR・リー・アーメイは、フルメタル・ジャケットのハートマン軍曹で有名。
アンディの遊びではドクター・ポークチョップの手下の軍隊役。
ウィージー
声優 - ジョー・ランフト、ロバート・グーレ（君はともだち）/佐古正人、鈴木康夫（君はともだち）
音声装置（笛）の故障したペンギン型の人形。『2』のみに登場。元々は修理出す予定だったが忘れられ、アンディの部屋の棚の上に置き去られていたが、不用品バザーに25セントで出されてしまったところをウッディに助けられた。
実際はアンディの母が不用品と勘違いしたからなので、『3』のビデオのシーンではアンディはウィージーも遊びに参加させている。元気になれば大変優秀なテナーである。後にミスター・シャーク（彼もまた同じ、笛付きおもちゃ）に直してもらったと言っている。
『1』には登場しない。『3』では他の家に譲られたためか、アンディの家にはいない。
名前の「ウィージー」には「ぜえぜえ言う」という意味がある。
声優のジョー・ランフトは2005年に死去したため、『カーズ』のジョー・ランフト追悼シーンでも登場する。
バービー
声優 - ジョディ・ベンソン/高橋理恵子
モリーの着せ替え人形。『2』のエンディングでは3人登場しており、音声装置（笛）が治ったウィージーのコンサートに参加していた。『3』ではアンディの家にいるモリーの人形として登場。
他のおもちゃと違い、ゴミ扱いではなく、モリーからサニーサイドへ寄付されたことにショックを受けていたが、そこでケンと出会い、恋に落ちる。一度はケンの本性を知り離れるものの、仲間を解放するために彼のお気に入りの服を破るなど、脅す形で利用するが、ケンがロッツォのやり方に納得がいかなかったことを知り、共にサニーサイドのおもちゃ達を説得する。その後、紆余曲折を経て恋人同士となったケンとともにサニーサイドの新たなリーダーとなり、最高の場所にする手伝いをする。
『4』では回想シーンのみの登場で、他の2人も登場しておりボーのRC救出作戦に協力している。

#### その他のアンディのおもちゃ
いずれも『3』～『4』では他の家に譲られたり、ヤードセールに出されたりしたためか、アンディの家にはいない。冒頭でウッディが「みんな新しい持ち主を持って楽しく暮らしてるさ」と言っていることから、捨てられたものはいない模様。
『3』のアンディの母親が撮影したホームビデオでは上項目のボー・ピープ、ウィージー、そして本項目のレニー、ロッキー、RC、エッチ・ア・スケッチ、スネーク、ロボット、トロール、バレルオブモンキー、おもちゃの機関車、シボレー・コルベットが見られた。
レニー
声優 - ジョー・ランフト/八代駿（1）→桜井敏治（2）
オモチャの双眼鏡。仲間が外の景色を見るときに役立つ。ゼンマイ動力でしか歩けないからか、足がみんなよりも遅い。しゃべれないおもちゃと思われがちだが、『1』で3度だけしゃべった事から、一応しゃべれるらしい。自分自身でも遠くを見ることができる。ウッディがバズと共にRCでトラックを追いかけてくる姿を最初に目撃し、彼とボーの証言によってウッディの身の潔白が漸く晴れることになる。『2』のNGシーンではウッディのいたずらで双眼鏡部分のフチに塗ったインクがバズのヘルメットに移った。『トリーツ』ではウッディと睨み合って勝った。
ウィージーと同じく、カーズのジョー・ランフト追悼シーンでも登場する。
エッチ・ア・スケッチ
お絵描きボード。ウッディ以上の早撃ち（早描き?）（Drawing）の腕を持つ。銃のほかに絞首刑、バズ、アル、ウッディ、地図、アル・マクウィギンなども書いた。
ロッキー・ジブラルタル
声優 - ジャック・エンジェル/小池浩司
重量挙げ選手のアクションフィギュア。『1』では、立ち位置が影響してドアにはさまれたことがあるがソフトビニール製で結構丈夫なため無事だった。力が強くトラックではウッディを振り回していた。
ジブラルタルはスペインの先にあるイギリス領の土地でThe Rockという大きな切り立った山がその象徴。ロッキーの頭の形状に酷似しているのと、腹部のベルトにもThe Rockの絵が描かれている。
RC
アンディの家のラジコンカー。オフロードタイプのバギーで、動力は乾電池。Hi/Low/Turboの3つのモードにターボモードを持ち、クラクション機能も装備。無口で頑張り屋である。しかしバッテリー切れなると当然動かなくなる。
『1』でバズがロケット花火で本体能力をはるかに上回る速度を疾走し引越しトラックに追いつき、空も飛んだ。自由に動くことができるが、リモコンの操作には逆らえない。おもちゃには分かる言葉でしゃべる。
正式名称は「リモートコントロールカー」だがレックスには「ラジコンカー」と呼ばれている。『3』には出ていないが、『4』では外に放置されていた事から激しい雷雨に巻き込まれて遭難するが、モリーの部屋の窓から救助に向かったウッディ達に救い出される。
ミスター・マイク
声優 - ジャン・ラブソン/小池浩司
ウッディが集会で使っていたマイクのオモチャで、拡声器としての機能がある。『2』ではペンギンのウィージーも利用した。
ミスター・スペル
声優 - ジェフ・ピジョン/石井隆夫（1&2）→落合弘治（フォーキーのコレって何?）
キー入力された英単語を音声合成LSIで発音する知育玩具。教育係としてウッディと共に様々な講習会を行っている。一応しゃべる事は出来るが、もっぱら正面にあるLEDインジケーターで意思表示やリアクションをしている。
『2』ではバズとともにウッディ誘拐犯の正体をつきとめる。『3』からは出ていないが、『フォーキーのコレって何?』でボニー所有のオモチャとして再登場する。
ロボット
声優 - ジェフ・ピジョン/石井隆夫
顔が光るキャタピラ式のロボット。ベッドの下にいることが多い。顔が光る時は独特の音が流れるが、一応喋ることもできる。ほとんどスネークやロッキーと2体でいる。足はバズのトレーニングに利用された。『トリーツ』ではレックスに当てっこゲームをしたり、自分そっくりのロボットを見ることなど意外と出番が多い。
スネーク
ヘビのオモチャ。集会に気が進まない。オモチャ箱の中にいる。ロボットと一緒にいることが多い。
トロール
花柄ビキニを着た髪の毛が立っている人形。ボーと一緒にいることが多い。移動はピョンピョン飛んで行く。バズに髪の毛を整えられた。
『3』の冒頭のビデオから、モリーのお気に入りだった様子。
バレル・オブ・モンキー（つなぐでござる）
声優 - フランク・ウェルカー
サルたちをつなげるゲームのサル。『1』で屋外に落ちたバズを救出しようとしたが、人数が足りなかった。『4』では人数が多くなっており、ウッディらと共にRCを助けた。
『2』のNGシーンでミセス・ポテトヘッドがミスター・ポテトヘッドに餌を持たせた為餌を狙ってたかった。
『3』のその後を描いたスピンオフ第1作『ハワイアン・バケーション』にてボニーのおもちゃとして再登場した。しかし、アンディが所有していたものとは樽の色が異なっており、ボニーが新しく購入したものであると思われる。
アンディの遊びでは人質に脅しをかける人食いサル役で、作中ではポテトヘッドが犠牲者になっており、NGシーンではトラウマになっているようである。
ミスター・シャーク
声優 - ジャック・エンジェル/小池浩司
サメの笛付きおもちゃ。常にオモチャ箱の中にいる。『1』では、ウッディの帽子をかぶってウッディのモノマネをした（ウッディには不評であった）。
『2』でウッディの帽子を探している時も、オモチャ箱から出ていない。また、ウィージーの声を直した。「子供に飲み込まれた時の対策」講義も開いている。『トリーツ』では怪談を披露。
アンディの遊びでは人質に脅しをかける小道具役。
リトルタイクス
消防士の小さな人形で消防車とのセット。消防車に乗り遅れる者もいる。
トロイカ
マトリョーシカのような卵型の入れ子人形。犬の柄の中に猫の柄、その中にカモの柄、その中に魚の柄、その中にてんとう虫の柄が入っている。『トリーツ』ではレックスの当てっこゲームの相手をした。
ローリー・ポーリー・クラウン
起き上がりこぼしのようなピエロ。動かすと音が出るようになっている。転がって移動する。セリフはない。
See’n say（シーンセイ）
レバーで動かすルーレット型のゲーム。ゲームの中で唯一歩ける。
『3』でもサニーサイドで自動販売機の賭場で使われているものが登場（声：家中宏）。こちらは自意識を持っておらず、アンディのものより年代が古い（レバーではなく紐を引いて動かすタイプ）ビンテージトイ。
ホッケー・パック
ホッケーのパックに手足が付いた謎のおもちゃ。黒地に交差したホッケースティックが描かれている。『1』のみ登場。
ミスター・ポテトヘッドがピカソの絵の真似をした後、「何見てんだよ、しけたツラして」と言われてしまった。
ドリー、ダッキー、テディー
モリーのオモチャで、女の子の人形、ゴム製のアヒル、テディベア。集会を始めるとき、ウッディが「棚の上聞こえてるか」と言ったときに手を振った。テディーはアルのトイバーンのCMに出ている。ダッキーは『2』のNG集でミスター・ポテトヘッドの中に入れられた。
おもちゃの機関車
『1』で、誕生日プレゼントを偵察しに言った後、「アンディが来る！みんな元の位置に戻れ！」と言った後、動いていた。
『3』の冒頭の劇ではトロール達を乗せていた。95の番号が書かれてある。
クリスマスの飾りのオモチャたち
『3』にセリフ内で登場。屋根裏部屋にいて、ウッディによると、「楽しいやつら」らしい。

#### 生きていないおもちゃ
シボレー・コルベット
『3』の冒頭の人形劇のみに登場したC5型コルベット・コンバーチブルのミニカー。ピンク色であり、リトルグリーンメンが運転している。ただし、実車は2人乗りなので、劇中のように3人で乗るのは不自然である。実はモリーが持っているバービーの物である。
ホットホイール
一回転のレールとミニカー。バズの移動やジェシーがドアを開けるために利用された。
Magic 8-Ball
占いのおもちゃ。ウッディが試した時は、「望み薄」と出て、ベッドの下へ落ちてしまい、これが事件の始まりとなってしまった（幸い下には誰にもいなかったが、これを利用したウッディがバズを騙したため）。『2』では、ほこりを大量にかぶっていたが、ヤードセールには出されなかった。『3』では分かりにくいが、モリーがサニーサイドに寄付した。
ボール
ピクサーでおなじみの☆マークがついたボール。アルのトイバーンにも転がっていた。サニーサイドにもある。

### シドのおもちゃ
『1』での登場。
ミュータント・トイ
シドにより、原型をとどめないほどの魔改造を施されたおもちゃたちの総称。いずれもパーツのどこかが別のオモチャのパーツと取り替えられたり、一部のパーツを損失している。どのオモチャも台詞は一切なく、シドから酷い扱いを受けたため臆病になっている様子。
ウッディ達は彼らの不気味な姿を見て恐れていたが、実際はジェニーと翼竜の頭部やバズの片腕を直してあげるなど心優しい性格である。
シドの家から脱出を試みるウッディとバズに協力し、ウッディとの共同作戦でシドに復讐を果たした。
『トリーツ』ではアンディのオモチャとして登場。
ベビーフェイス
赤ちゃん人形の首が体に接着された金属製のカニで、ミュータントたちの代表格。髪の毛はもぎ取られ、右目は無い。バズの救出およびシドへの復讐計画ではロックモービルと共にハンド・イン・ザ・ボックスがドアを開けるための土台になったり、レッグスの糸でぶら下がりシドの頭に乗っかった。
『トリーツ』ではウッディの帽子の上でダンスしたり、トロイカから出てきてレックスを脅かしたりした。
レッグス
バービー人形の足がついたミニサイズの釣竿。日本語吹き替えのウッディには「あんよ」と呼ばれていた。バズの救出およびシドへの復讐計画ではダッキーとタッグを組んだりベビーフェイスをぶら下げてシドの頭に乗せたりした。
『トリーツ』ではウッディ達とトランプした。
ダッキー（ガーガー）
頭はPEZ容器のアヒル、胴体は赤ちゃん人形、下半身は吸盤付きスプリング。日本語吹き替えのウッディには「ガーガー」と呼ばれていた。バズの救出およびシドへの復讐計画ではレッグスとタッグを組む。
劇中では名前は一切登場せず、後作の『4』では同じ名前を持ったアヒルのぬいぐるみのダッキーが登場しているが、関連性はない。
フロッグ
ゼンマイ動力のカエル。後ろ足のタイヤは左右非対称で、前足も一本とれている。バズの救出およびシドへの復讐計画ではスカッドの注意を引くための囮になる。
ハンド・イン・ザ・ボックス
びっくり箱。バネの先にはゾンビを思わせる緑色の不気味な手が付いている。バズの救出およびシドへの復讐計画ではベビーフェイスとロックモービルの土台に乗ってドアを開けたり這いずってシドに近寄った。
『トリーツ』ではウッディとボードゲームで勝ったり、レックスにマッサージしたり、くすぐったり、挑発してそのまま落とされたりなど、シドのオモチャの中では出番が多い。
ローラー・ボブ
スケートボードに固定された上半身だけのパイロットのアクションフィギュア。背中に3本の釘を打ち込まれ、固定されている。バズの救出およびシドへの復讐計画ではウッディ達を乗せて裏庭へと向かう。走行する際にはヘルメットに装備されたゴーグルをかける。
ジングル・ジョー
兵士の顔とミッキーマウスの片腕が接着されたガラガラ。
ロックモービル
昆虫の頭をしたドライバーがマッチョなレスラーの上半身を操縦している姿をしている。移動際にはその屈強な両腕で歩く。バズの救出およびシドへの復讐計画ではハンド・イン・ザ・ボックスがドアを開けるための土台係になった。
ウォーキング・カー
タイヤの代わりに赤ちゃんの手足が付いた1957年型コルベットのミニカー。
ジェニーとプテロダクティル
ハンナの布人形と、翼竜のアクションフィギュア。手術と称されシドに頭を取り替えられるが、後に他のミュータント・トイ達に修理される。それ以降、2人で行動を共にする。
また、終盤ではジェニーと色違いの布人形であるサリーも登場している。
マリー・アントワネット達
ハンナの人形。ままごとで、2階から落下したバズと一緒にお茶を飲んでいた。シドに改造されたせいか、顔が取れている。
コンバット・カール
迷彩服を着た軍人のフィギュア。『1』における初登場時は白人の軍人のフィギュアであったが、シドにくくりつけられたダイナマイトによって爆破され、粉々になった。
『トリーツ』ではグリーン・アーミー・メンの行進に交じって登場している。
『トイ・ストーリー・オブ・テラー！』では色黒な軍人のフィギュアとして登場しており、8インチサイズのミニフィギュアも登場する。
バズの救出およびシドへの復讐のときのみ登場のオモチャ
正式名称はどれも不明。シドが遊んだ後、そのまま外に放置されていたが、ミュータントたちからの支持でシドへの復讐計画に協力した。
トラック
砂場に埋められていた大きなトラックのオモチャ。同じ砂場に埋められていた少女の人形と共にシドへの復讐計画に協力した。
少女の人形
「ママ」と叫ぶ火傷を負った少女の人形。おそらくジェニー及びサリーと同型。頭から埋まった状態で砂場に放置されていたが、ウォーキング・カーからの指示でシドへの復讐計画に協力した。
泥まみれのコンバット・カール
首が無く右足が奇妙な角度で折られた兵士と、両腕がなく頭に釘が刺さった兵士がいる。シドによってダイナマイトで爆破されたコンバット・カールと同型と思われるが、2体とも泥まみれの状態。シドへの復讐計画ではフロッグと共に泥まみれの水たまりから現れた。

### トイ・バーンのおもちゃ
『2』での登場。
プロスペクター（スティンキー・ピート）
声優 - ケルシー・グラマー/小林修
『ウッディのラウンドアップ』に登場していた金鉱掘りの人形で、ウッディの父親的存在でウッディを「息子」と呼んだ。未開封のパッケージに入ったままのため新品同様。尻にはツルハシが刺さって出来た穴を塞いだツギハギ（赤色）がある。ビデオ内では陽気でおとぼけな老人として描かれており、ビデオをウッディに見せて自分の恥ずかしいキャラの姿に少々うつむいていた。
安売り棚の売れ残りだった過去を持ち、その分自身がプレミア物であることに高い誇りを持っている。表向きは冷静で面倒見が良く物知りだが、実はおもちゃ側での『2』のディズニー・ヴィランズで誰よりも博物館に飾られることを強く望んでおり、その為ならば手段も選ばない自己中心的かつ短気な性格の持ち主である。また、打ち切りになった原因という理由でバズのことが嫌いで、「宇宙野郎」と呼んでいる。
最初はウッディ達と博物館に行けるのを楽しみに待っていたが、自分を取り戻したウッディがジェシー達を誘ってアンディのところへ帰ることを言った為、本性を露わにして強硬手段をとろうとする。
飛行機に運ばれるスーツケースの中でも、自分の言う通りにならないウッディと大喧嘩をし、息子である彼をバラバラにさせようとしたが、そこにやって来たバズ達によって阻止されたため、博物館に飾られる夢を呆気なく終わった。その後はオモチャに化粧（どちらにしても落書き）をするのが大好きな「自称芸術家」の女の子（エイミー）の物になってしまうという、彼にとっては最悪ともいえる結果に至ってしまった。エイミーのリュックに放り込まれる直前、「いずれ持ち主の元に帰っても壊されて捨てられる」と負け惜しみを言っている。これらの行為もあり、『トイ・ストーリー・マニア』では悪役キャラとしてザーグやロッツォと共に練習用の的に描かれた。またアトラクション内では彼とは異なるおもちゃがラストに登場する。
NGシーンでは箱の中で二体のバービー人形を口説いており、トイストーリー3（当時制作及び公開発表未定）の出演を勝手に約束していた。
ザーグ
声優 - アンドリュー・スタントン/佐々木梅治(2)→玄田哲章(スペース・レンジャー バズ・ライトイヤー)→石井康嗣(ディズニー・オン・アイス)
『スペース・レンジャー バズ・ライトイヤー』に登場するバズの宿敵かつライバル（のオモチャ）。オモチャ屋で棚に整列されていたところを偶然アンディのバズに起こされ、オモチャ屋で目覚めたばかりの新型のバズに攻撃をしかける。ザーグ自身も自分がオモチャだということに気づいていない模様。劇中での武器「イオンブラスター」の再現としてピンポン玉を発射する機能が付いている。
新型のバズを倒すためにエレベーターでアンディのおもちゃたちを襲撃し、バズの関係を話し、彼を戦意喪失させ追い詰めるが、レックスのしっぽ攻撃でエレベーターから落下した。その後は新型のバズとピンポン玉でキャッチボールをし、親子の絆を深めた（小説版では転落後、動かなくなっていた）。
『スペース・レンジャー バズ・ライトイヤー 帝王ザーグを倒せ!』でリトル・グリーン・メンの故郷から盗んだユニ・マインドを悪しき物に変え、世界征服を企むも、バズ自らのおかげで復活したユニ・マインドの光に包まれて姿を消した（しかし死亡してはいなかったようでその後、テレビ版にも登場しており、現実側ではなぜかアンディの家にいた）。
『スペース・レンジャー バズ・ライトイヤー』の悪役であって、右腕のワープ・ダークマターや手下のグラブやブレインポッド、戦闘員のホーネッツを従えている。
バズとは『スター・ウォーズ・シリーズ』のルークとダース・ベイダーのパロディ的な関係にある。
『3』では、EDでサニーサイドの新入りとして登場した。その際は、玩具としての自覚と仲間を助ける勇気を持っている（ただし、『2』のザーグと同一人物なのかは不明）。
『バズ・ライトイヤー (映画)』でも登場しており、こちらの正体はバズの父親ではなく、別の歴史を歩み、年老いたバズ本人で犯罪者として何世紀もワープを繰り返し、その先で見つけたタイムマシンを使い、自身の過ちをなかったことにしようと歴史改変を狙っていた。強すぎる任務遂行への執着心で目的の為なら手段を選ばない冷酷な性格に変貌し、別の自分であるバズに協力を要請するもイジー達との交流で仲間の大切さを知ったバズによってクリスタルは破壊されてしまい、生死不明となった。
ニューアクションベルト付きバズ・ライトイヤー
声優 - ティム・アレン/所ジョージ
通称「ニュー・バズ」。ニューアクションベルトが装備されている最新型のバズ。その為本物のバズよりも若干高性能で、バズにはない色々な機能がついている。自分がスペース・レンジャーであると信じて疑わない姿はまさに初期のバズそのものであり、バスもこれを見て「私もこんな調子だったのか…」と恥ずかしそうにしていた。彼曰く全てのバズの隊長的存在らしい。ヘルメットを開けると苦しそうにし、アンディの名前入りのバズを見て違いがわかった。
本物のバズがバズの売り場に訪れるが、バズを「脱走兵」と勘違いして閉じ込めてしまい、そのまま本物のバズと入れ代わってしまい、周囲を混乱させる場面もみられた。
ザーグとの関係を知った際は、「嘘だ」と思い最初は受け入れられなかったが、落下したザーグを「とうさん……」と呼びあっさりに受け入れた。その際は幼稚園児のように丸い性格になり、彼のことをパパと呼んでいた（小説版では動かなくなったザーグを抱いて悲愴な様子を見せており、彼を埋葬する旨をウッディたちに語っていた）。
NGシーンでは、箱の中にいた大量のバズが動き出しており、話し方などもそれぞれ少しずつ異なり、NGを出したバズに文句を言った。
ツアーガイド・バービー
声優 - ジョディ・ベンソン/高橋理恵子
トイ・バーンのバービー人形のコーナーにて、ハムたちの車のガイドを担当したバービー。トイ・バーンのおもちゃや内部を隅々まで知っている。NG集では、作り笑いだったことが明かされた。
また、『2』の終盤で登場した自称芸術家の女の子・エイミーのおもちゃであるバービーは顔にとてつもない化粧（落書き）を施されているが、彼女自身は満更でもなく、エイミーのリュックに放り込まれたプロスペクターを歓迎した。　
ロックン・ソックン・ロボット
声優 - ジョン・ラセター&リー・アンクリッチ
2体の格闘ロボット。両方とも仲が悪く、ウッディの行方についてスリンキーが話しかけたのは自分だと争う。『Mr.インクレディブル』にも背景に小さく登場している。なお、声を演じたのは『1』と『2』『3』の監督である。『2』ではアンクリッチの娘もモリー役で登場している。
フリック、ハイムリック、ディム、タックとロール
『バグズ・ライフ』でのサーカス団員で、トイ・バーンの商品としてタックとロール、ディムは吊るされてあり、その下にはハイムリックとフリック（1体）が置かれてある。NG集ではハイムリックとフリックが登場する（2の収録をバグズ・ライフ2と勘違いし、二人がいた生垣がトイ・ストーリー2の撮影場所で、おもちゃも小さく見づらかった為、突然生垣から現れたバズは気付くことなく二人を枝ごと跳ね飛ばしてしまった）。

### サニーサイドのおもちゃ
『3』で登場する保育園。「チョウチョ組」と、より幼い（=おもちゃをあまり大切に扱わない）子供たちの「イモムシ組」に分けられている。両部屋のおもちゃの間にはロッツォの恐怖支配による階級差があり、彼の寵愛を受けたもののみがチョウチョ組に昇格できる。夜間は脱走者がないようにドアの施錠、ミニカーや外の巡回、保安（監視）カメラによるパトロールが行われている。
しかし内心ではロッツォの独裁に嫌気が刺していたロッツォ一味のメンバーは、バービーとケンの説得とビッグ・ベビーの反乱をきっかけに改心。ロッツォがいなくなった後、バービーとケンが新しいリーダーとなったことで階級差も無くなり、交代制でイモムシ組の相手をし、砂場で遊んだり、夜にダンスパーティーを行う等で皆楽しく過ごすようになり、ウッディ達とも和解した。
ロッツォ・ハグベア
声優 - ネッド・ビーティ/勝部演之
『3』におけるディズニー・ヴィランズ。「サニーサイド」に長年いるリーダーで、何年経っても苺の匂いがするピンクの熊のぬいぐるみ。日本でも1980年代に「ハグハグベアちゃん」の名で販売されていた。
かつては「デイジー」という少女のおもちゃだったが、後述のビッグ・ベビー、チャックルズと共に手違いで置き去りにされてしまう。自力で家に辿り着くも、デイジーが新しいロッツォを可愛がっている姿を見てしまう。それ以来、デイジーの家に入ることも無く、性格が歪んでしまい、放浪の末にサニーサイドにたどり着いた。変心前と変心直後では普通に歩いていたが、サニーサイドの前でピザ・プラネットの車から転落し怪我をした後はおもちゃのハンマーの杖をついている。大型のトラックのおもちゃを車椅子に使ったりもする。
表向きは陽気で優しい性格だが、本性は狡猾で凶暴。サニーサイドを恐怖と力で支配する邪悪な支配者（テロリスト）的な存在でサニーサイドのおもちゃで一番の権力者である。チョウチョ組のおもちゃが壊されないように、新入りのおもちゃたちはイモムシ組に入れていた。自身が気に入ったおもちゃを部下にしたがるらしく、一度は真実を知ってしまったバズを気に入ってスカウトするも、彼が仲間も一緒にするように頼んできたため、バズの背中のリセットボタンを押して無理やり部下にし、バズの仲間達をカゴの中に閉じ込めるという仲間割れを起こさせた。
しかし、そんな性格なため人望や信頼が無いのか、不干渉の姿勢を取るもの、彼を見限って脱走に助太刀、黙認する者もいる。物語の中盤でケンに裏切られて「上下の関係を作って支配するのが悪い」と指摘された。それでも涼しい顔をしていたが、最後は自分の身勝手な独占欲と嫉妬心でデイジーとの思い出と意図的に遠ざけられていたことを知らされたビッグ・ベビーの怒りを買い、ゴミ置き場のごみ箱に突き落とされ、そのまま蓋を閉められてしまう（このとき、他のロッツォ一味のメンバーは彼を見捨てた）。しかし、微かに開いた蓋からウッディの足を掴み道連れにし、追いついたバズ達と共にゴミ処理場まで運ばれてしまい、細断シュレッダーに砕かれそうな所をウッディ達に救われるも、改心したと思いきやその先の焼却炉から1人で脱出し、ウッディ達を裏切って自分だけで逃げようとする。
恩を仇で返され、これまでのディズニー・ヴィランズの中でもあまりにも卑劣な性格なため、脱出後他のおもちゃたちは彼に手を出さないようにし、とうとうウッディから「仕返しをする価値もない」と吐き捨てられた（一応ハムやスリンキーは縫い目をほどいてやろうとしていたらしい）。その後、罰があたったのか、ゴミ収集車の運転手に拾われ、収集車のフロント外にくくりつけられ、持って行かれた（その際に先にトラックにくくりつけられていた他のおもちゃたちにもからかわれていた）。総じて、ほぼ永遠に酷い扱いをされる羽目となり、ある意味処分されるよりも哀れな結末を迎えたともいえる。
『カールじいさんの空飛ぶ家』と『カーズ2』にもカメオ出演している。『カーズ2』ではクルマになっており、看板で登場。
ケン
声優 - マイケル・キートン/東地宏樹
バービーのボーイフレンドとして作られた着せ替え人形。サニーサイドのおもちゃと共に賭博をするなどロッツォの補佐役に近い立場にいるが、内心ではロッツォの支配を快く思っていない。サニーサイドを訪れたバービーと恋に落ちる。
「女の子のおもちゃ」呼ばわりされることを嫌がる。着せ替えの服をかなりコレクションしており、自宅のドリームハウス（おもちゃの家）の一室を専用部屋にしている。自分の洋服のセンスを理解してくれたバービーに対して非情になりきれなかったことから、彼女の罠にはまって大事なきせかえ洋服をいくつも台無しにされてしまい、バズを変えた方法と彼の説明書の在処を話した。最終的には改心し、バービーへの愛を選び、ロッツォから離反する同時に晴れて彼女と恋人同士になった。
ロッツォがいなくなってからは自らがバービーと共にサニーサイドの新しいリーダーとなり、住みよいサニーサイドに変えることに成功している。
ビッグ・ベビー
ソフトビニール製の赤ちゃん人形。開閉する青い目とミルク飲みの仕掛けがある。サニーサイドにくる以前からのロッツォの仲間。身長約46cmなので他のおもちゃより比較的大きく夜中はサニーサイドから脱走するおもちゃを捕まえ、外の砂場のカゴまで放り込む役割を持つ。落書きされ、片目の瞼が常に半分閉じたままなど、『1』におけるシドのミュータント・トイを思わせるキャラクター。
元の持ち主であったデイジーのことを「ママ」と呼び、彼女を今でも忘れられず、信じている。ウッディからデイジーとはロッツォの自分勝手な嫉妬心によって意図的に遠ざけられていた真実を知らされ、自分が以前持っていた彼女の名前入りペンダントをウッディから渡されたこととロッツォにペンダントを杖（ハンマーの柄）で壊された上、彼女を侮辱されたことに怒り、彼を持ち上げ、ゴミ置き場のごみ箱へ放り込んだ。この時の反乱がケンと共にロッツォ一味のメンバーを改心させ、ロッツォの支配を終わらせるきっかけを作った。その後、ゴミ収集車から逃げようとするウッディ達を手助けした。
EDでは砂場でミルクを飲んだり、ケンとバービーをダンスパーティーで持ち上げて回ったりする。
ストレッチ
声優 - ウーピー・ゴールドバーグ/片岡富枝
壁に投げるとつたいながら降りてくる紫色のタコのおもちゃで、ゴム製で伸縮できる。ロッツォ一味の紅一点。その触手で他のおもちゃを捕まえることを得意とする。人間と同じような顔であるため、他のサニーサイドのおもちゃより表情が確実に分かる。終盤、ロッツォにウッディたちをごみ箱に落とすよう指示されるが、逆らいはしなかったものの、最も間近でウッディやケンの説得を聞くにつれて躊躇する様子が描かれている。指示がなければウッディ達に危害を加える意志は一切なく、ロッツォがごみ箱に落とされた後はビッグ・ベビー達とは同行せず、そのままスロープから出て行った。
ロッツォがいなくなってからは改心し、EDではケンが書いたウッディやバズたちへの手紙をボニーのバッグに入れた。
DVDの特典映像に登場する構想図を見ると、当初はロッツォ一味としてデザインされていなかったことがわかる。逆にロッツォ一味の中にバターカップが描かれており、バターカップとポジションが交替されたと思われる。
チャンク
声優 - ジャック・エンジェル/石井隆夫
ゴーレムのようなおもちゃ。ロッツォ一味の一人。顔がローラー状になっており、ボタンを押すと表情が変わる（青い目の親しげな顔と、赤い目の怒った顔に変わる）。
ロッツォがいなくなった後は改心し、トゥイッチと協力してイモムシ組の子供たちのメイン相手をしている。EDでは、男の子の相手役としており、途中でトゥイッチとバトンタッチしていた。
トゥイッチ
声優 - ジョン・サイガン/我孫子令
昆虫人間のようなおもちゃ。筋肉質。ロッツォ一味の一人。
ロッツォがビッグ・ベビーに躊躇いなく暴力を振るう姿には動揺し、ごみ箱に放り込まれる彼を助けようとしなかった。
ロッツォがいなくなってからは改心し、チャンクと協力してイモムシ組の子供たちのメイン相手となる。EDでは、男の子の相手役としてチャンクとバトンタッチする。
スパークス
声優 - ジョン・ラブソン/桜井敏治
ロボットのおもちゃ。動くと胸から火花が散る。LEDの赤く光る目を持っている。ロッツォ一味の一人。
ロッツォがビッグ・ベビーに躊躇いなく暴力を振るう姿には動揺し、ごみ箱に放り込まれる彼を助けようとしなかった。
ロッツォがいなくなってからは改心し、イモムシ組の子供たちの遊び相手となる。EDでは、女の子が彼を持って歩いている。
チャターフォン
声優 - テディ・ニュートン/山路和弘（予告編では東地宏樹）
ひもを引っ張ると目が上下する電話機のおもちゃ。サニーサイドの古株で、イモムシ組のおもちゃでありながら、隠れることで数年経ってもも壊れることなく生き延びている。受話器を通して話をする。ハンズフリーでも会話が出来る。
ウッディがサニーサイドに戻ったとき、警備が厳しくなったことや、深夜のサニーサイドの状況を彼に伝えた。ウッディたちの脱走計画に助力する。一度はロッツォ一味に捕まり、拷問されて白状してしまい、ウッディにその事を謝罪した。EDの時点で修理を施されて元気になった。
ブックワーム
声優 - リチャード・カインド/多田野曜平
ベッドサイドでの読書を助ける眼鏡をかけたイモムシのおもちゃ。図書室の主で、各種おもちゃの説明書も管理している。バズの説明書は言語版は英語表記、吹き替え版仕様の日本語表記ではなく、スペイン語の表記となっており、語学にも長けている様子。
ロッツォの支配下にあるが、あくまで中立の立場を保ち、バズを元に戻すためにケンの服で変装し、彼の取扱説明書を取りに行ったバービーの正体を知りながらも、彼女を見逃した。
EDではダンスパーティーのミラーボールの照明を担当した。
猿
声優 - フランク・ウェルカー
受付に飾られている、シンバルをもった猿のおもちゃ。ロッツォ一味の一人で、夜間に脱走しようとするおもちゃたちを監視カメラのモニターで見張り、威嚇でシンバルの音で通報する役目を持つ。
ウッディ達の脱出計画の際にスリンキーによって、テープでぐるぐる巻きにされ、机の下の引き出しにしまわれた。
ロッツォがいなくなった後は改心したものの、監視は続けており、EDではサングラスを着用し、監視をしながらノリノリでシンバルを叩いている。
びっくり箱
声優 - リー・アンクリッチ/ふくまつ進紗
サニーサイドにいるおもちゃの一人。英語版ではリー・アンクリッチ監督自ら声を担当する。
その他にも『カーズ』に出ていたマックィーン、レッド、ハイファー（牛）に似たミニカー、『バグズ・ライフ』のフランシスのようなプルバックカー、『ファインディング・ニモ』のエイ先生、短編『ルクソーJr.』のボール、短編『ティン・トイ』のベッドの下のおもちゃ、緑色の髪をしたトロールのおもちゃなども見られる。

### ボニーのおもちゃ
『3』～『4』での登場。持ち主による遊びを「演技」と考えている。
ミスター・プリックルパンツ
声優 - ティモシー・ダルトン/落合弘治
チロル地方のレーダーホーゼンを着たドイツ製のハリネズミのぬいぐるみ。演劇にあこがれており、舞台俳優を気取っている。ごっこ遊びでは役になりきっており、ボニーがいなくなっても積極的に動こうとしない。EDでは『ロミオとジュリエット』のロミオ役に挑む。
バターカップ
声優 - ジェフ・ガーリン/ふくまつ進紗
ユニコーンのぬいぐるみの男の子。EDではハムと仲良くなる。
DVDの特典映像に登場する構想図を見ると、当初はロッツォ一味としてデザインされていたことがわかる。逆にロッツォ一味の中にストレッチが描かれておらず、ストレッチとポジションが交替されたと思われる。
トリクシー
声優 - クリスティン・スカール/許綾香
レックスと同じメーカーの製品である青いトリケラトプスの女の子。パソコンを操作でき、夜中にボニーの母のコンピュータで、近所に住む恐竜のおもちゃとこっそり連絡を取り合っている。EDではゲーム好きのレックスと仲良くなり、一緒にネットゲームをしていた。
ドーリー
声優 - ボニー・ハント/田中敦子（『3』の予告編では高橋理恵子）
紫の髪をした女の子の布製ぬいぐるみ。ボニーの遊びでは主に悪い魔女の役になる。EDではウッディとスリンキーと一緒にボニーの描いたおもちゃたちの絵を観ていた。怒らせると怖い。
お豆3兄妹
声優 - チャーリー・ブライト、アンバー・クローナー、ブリアンナ・メイワンド/大谷咲葵、松本航輝、古口貴子
ジッパー付きの莢に収まっている枝豆のぬいぐるみ。左から順に兄と妹2人。クッションとしても使用可能。EDではミスター・ポテトヘッドの体の中に入り、パーツを落とすイタズラをしていた。
『4』には登場していないが、『フォーキーのコレって何?』でミスター・スペルと共に再登場を果たしている。
チャックルズ
声優 - バド・ラッキー/小林尚臣
ピエロの人形。元の持ち主はデイジーで変心前ロッツォ、ビッグ・ベビーの昔仲間。ボタンのひもが一本欠損している。
かつては変心後のロッツォやビッグ・ベビーと共にサニーサイドにいたが、イモムシ組で無い子供に壊され捨てられる直前にボニーが家に持ち帰って修理した。現在のロッツォによるサニーサイドの支配を快く思っていない。
以前の持ち主であるデイジーのペンダントを今でも持っていて、これを過去を知ったウッディがサニーサイドに持っていき、ロッツォの支配を終わらせるきっかけとなった。過去を引きずっているためにボニーが前にいない限りは暗い表情をしていたが、EDでウッディに「かっこいいじゃないか」と言われ、自分の絵を見ると笑顔に戻ることができた。
トトロ
『3』のみぬいぐるみ役で出演。大トトロ。セリフはないが、『となりのトトロ』でもお馴染みのにんまり笑う独特の笑顔をたびたび見せる。劇中でウッディに持ち上げられたり、EDでエイリアンをお手玉にするなど出番は少ないが、目立った行動が多い。
フォーキー
声優 - トニー・ヘイル/竜星涼
『4』に登場したボニーの手作りオモチャ。
ボニーが入園した幼稚園の工作で作られたプラスチックの先割れスプーンで、顔は目玉シールに2本のシリコンゴム（眉毛は赤、口は青）で貼られ、両足は真っ二つに折ったアイスクリームの棒にガムで結合しており、両手は赤いモールで結ばれている。これらの材料は、元々密かにボニーの幼稚園まで付いてきたウッディがゴミ箱から拾い集めてきた物なので、自分は「ゴミでありオモチャではない」と主張し、何度もゴミ箱に入ろうとしてウッディに止められるも、ボニーが目を離した隙を見て遂に彼女の元から逃げ出してしまう。その後ウッディに見つけられるが、やがて彼の説得で自分の役目が分かるようになる。
スピンオフ短編アニメ『フォーキーのコレって何?』では本作の主人公として登場。
チェアロル・バーネット
声優 - キャロル・バーネット/阿部彬名
『4』に登場した緑のプラスチック製のオモチャ椅子。名前の由来は原語版を担当するキャロル・バーネット（本人）。
ボニーの古くからのオモチャで遊ばれなくなってから、ウッディと共にクローゼットの中にいる。『フォーキーのコレって何?』にも登場しており、「愛」とは何かと質問するフォーキーに対してメレファントと恋の演技をするが、実際にバイティの方がカールと長く恋していたと主張する彼女と口論する。
バイティ・ホワイト
声優 - ベティ・ホワイト/清水はる香
『4』に登場した黄色い輪の形をしたトラの歯固め。名前の由来は原語版を担当するベティ・ホワイト（本人）。
『フォーキーのコレって何?』では、恋のことでチェアロルと口論する。『ボー・ピープはどこに?』ではアンディの家から譲られた子供のオモチャとして登場している。
メレファント・ブルックス
声優 - メル・ブルックス/佐久間元輝
『4』に登場した青いゾウの人形。名前の由来は原語版を担当するメル・ブルックス（本人）。
『フォーキーのコレって何?』では、「愛」について質問するフォーキーの前でチェアロルと恋の演技をする。
カール・ライネロセロス
声優 - カール・ライナー/桜井敏治
『4』に登場したピンクのサイの人形。名前の由来は原語版を担当するカール・ライナー（本人）。
『フォーキーのコレって何?』では、チェアロルやトラクシーにプロポーズしようとするがあっさり振られてしまう。実際はバイティと恋していた事が発覚される。
ナイフィー
声優 - メリッサ・ヴィラセニョール/馬渡絢子
『4』の終盤に登場したボニーの新しい手作りオモチャ。劇中では名前は一切登場しないが、EDクレジットでは「カレン・ビバリー」と表記されている。

### スリープウェル・モーテルのおもちゃ
『トイ・ストーリー・オブ・テラー!』に登場するモーテルのおもちゃ。宿泊客の忘れ物カウンターに入っているが、大半が支配人のペットのイグアナ「ジョーンズ」が客室から盗んで来たおもちゃ。終盤で全員ビリーの家へと向かう。
コンバット・カール
声優 - カール・ウェザース/三宅健太
迷彩服を着た黒人軍人のフィギュア。『1』でシドにダイナマイトで粉々にされた玩具のリニューアル型。ジョーンズに右手を食べられており、持ち主の元に帰ることを願っている。
前向きな性格で、ピンチに陥った時に「コンバットカールは諦めない、コンバットカールは道を見つける」と自身に言い聞かせる。
コンバット・カール・ジュニア
声優 - カール・ウェザース/三宅健太（4）
コンバットカールの3分の1サイズのフィギュア。カールの相棒的存在。
『4』では、ウッディと共に公園で出会ったボー・ピープの仲間として他の2人も登場している。
ポケッティア
ソフビと布製のヒーローフィギュア。全身にポケットを付けた衣装を身にまとっている。ポケットから物を出すときは「ダルダルポケット」と唱える。「ファスナー・フォア」という全4種類のフィギュア（ジッパーマン、スナップス、スピードレーサー）で元々は4体揃っていたが3体はオークションに売り払われた。
レゴ・バニー
レゴブロックで組み立てられたウサギ。用途に応じて体を組み替える。これまでのシリーズではブロック自体は生きていなかったが、集合体で生きて登場したブロック。
用途に応じて自分で体を組み替えることができる。
オールドタイマー
声優 - クリスチャン・ローマン、アラン・オッペンハイマー（4）/北川勝博
老人のような髭を施した目覚まし時計。管理人の入室時間と退室時間を計っており。脱出のタイミングを知らせる。皮肉屋な性格で脱出には諦め気味。
『4』にも登場しており、ボニーの所有するオモチャとしてウッディと共に押し入れの中で過ごしている。
フォークリフトミニカー
フォークリフトに女の子の運転手が乗ったミニカー。
ペッツキャット
眼鏡をかけた猫の顔をしたペッツ・ディスペンサ。わずかながら中身のPEZも残っている。視力が抜群によくオークションのパソコンモニターで何が売れたかを知らせる。
トランジトロン
日本から来た超合金の合体ロボ。ドリルマシーン、2台の武装バス、スーパータンクの四体合体で体が構成されている。オークションで売れて箱の中に入れられたものがジェシーによって助け出される。命令に忠実でウッディを救うべくジェシーを箱の中に入れる。
自分の意思で4体に分離できる。「ウラバトロンに誓って決して君を忘れない」が決め台詞。

### バーガーショップのおもちゃ
『ニセものバズがやってきた』に登場するおもちゃ。バーガーショップのお子様セットに付属するおもちゃが、子供に棄てられて（または忘れ去られて）取り残されている。集団カウンセリングを行っている。
ミニ・バズ・ライトイヤー（ニセものバズ）
チキン・パレスのおまけのバズ。子供に遊ばれることを夢見ており、本物のバズに成りすましてボニーの家にやって来た。
ミニ・ザーク
チキン・パレスのおまけのザーグ。ニセものバズの行動にあきれている。
ネプチューナ
かつてチキン・パレスのおまけのおもちゃだった人魚のおもちゃ。「捨てられたお子様セットのおもちゃ支援グループ」のリーダーであり、以前に遊ばれていた子供に置いてけぼりにされた過去を持つ。

### バトル・ザウルスたち
『謎の恐竜王国』に登場するおもちゃ。バトルザウルスのシリーズとして販売されたおもちゃたち、ジェシーの友人の家に一通り集められているが一度も遊ばれた事が無いため、自分たちの設定の恐竜人間であると信じ切っており、ベースとなっている闘技場で死闘を繰り広げていた。

### その他
回収車のおもちゃたち
声優（カエル） - ジャック・ウィルス/多田野曜平
『3』の終盤で登場する、カエル、猫、オスカー・ザ・グラウチのような紫色の毛むくじゃらの人形3体のぬいぐるみ。運転手に気に入られ、トラック前面にくくりつけられている。
新入りのロッツォを軽くバカにしたが、仲間思いな様子で、「（走行中に）口は閉じていた方がいい」と呼び掛けた。

## 人間

### デイビス家
『1』から『3』のラストまで、ウッディ達が持ち主のアンディと暮らしていた家。
『1』ではフィリップス家の隣家に住んでいたが、物語終盤に引っ越している。
アンディ・デイビス
声優 - ジョン・モリス（3の幼少期ではチャーリー・ブライト、4はジャック・マックグロウ）/市村浩佑（1）→北尾亘（2）→小野賢章（3）（3の幼少期では石坂彪流）、清水はる香（4・17歳）・高橋玲生（4・8歳）
ウッディたちの所有者。『1』では7歳。『2』では11歳。カウボーイが大好きのやんちゃな少年だが、当初は流行のオモチャであったバズに夢中になり、ウッディを蔑ろにして敵役にしたこともある。しかし、引っ越し直前にウッディとバズをなくしたことで、バズはもちろん、寂しさからウッディへの愛情を思いだし、悲しんでしまう。引っ越し当日もウッディとバズをなくしたショックからひどく落ち込んでいたが、無事に再会すると一転して元の明るさを取り戻した。その後は二人を平等に扱った上で、遊ぶようになった。
おもちゃを大切にし、壊れた部分を頑張って直そうとする感受性豊かな少年で、よく人形劇仕立ての遊びをしている。自分のお気に入りのおもちゃには「ANDY」のサインを入れて大切にしており、『1』の冒頭ではウッディのみで、『1』の途中からはバズ、『2』の最後にはジェシーとブルズアイにもサインを入れている。
『3』では17歳に成長し、おもちゃは既に卒業し表向きでは「ガラクタ」だと言っているが、母がバズ達をゴミだと間違えて捨ててしまったときはミセス・ポテトヘッドの無くした片目を通じ、愕然となり心配するなど、おもちゃを大事に思う気持ちは変わっておらず、おもちゃ達は大切にしまっておいてある。ウッディに関しての知識を身に付けたようであり、ジェシーやブルズアイの事もきちんと名前で呼ぶようになった。
大学に進学して引っ越しをするため、当初ウッディのみを大学へ連れて行き、バズやジェシーら他のおもちゃは屋根裏部屋にしまう予定であったが、ウッディが書いた住所を見て、最後はボニーのところへ全てのおもちゃを持って行き、一緒におもちゃで戯れた後、「永遠に大切にしてもらいたい」との願いを込め、自分の私物にしようとしたウッディも含め、それらをボニーに託し、大学に出発した。
ボニーに対し玩具一つ一つを自身の思い出と共に丁寧に紹介し、大切にしてくれるように頼むなど、子供の頃からの感受性を持ったまま優しい青年へと成長したことが窺える。また、長年の夢だった車を運転することができるようになっている。車は『カーズ』で登場するチュキやP.T.フリーと類似している。
シリーズを通しておもちゃを大切にし、おもちゃ達からも信頼されているが、一方でおもちゃが生きていることを知らないことから本来なら傷つく言葉や態度をおもちゃたちにしてしまうこともあった。
モリー・デイビス
声優 - ハンナ・アンクリッチ（1&2）→ベアトリス・ミラー（3）/きゃさりん（3）
アンディの妹。『1』ではまだ立って歩くことができないほど幼かった。アンディは人形劇の際には彼女のベビーベッドを牢屋代わりにしており、幽閉されたポテトヘッドをバラバラにしたりしている（そのことについて彼はよく思っていないが、本気で怒っているわけではない）。おもちゃが動いている時を目撃したこともあった。『2』では歩けるようになった模様。
引っ越し前はアンディと同じ部屋だったが、引っ越し後は家が広くなったのか、モリーにも自分の部屋が与えられている。『3』の冒頭のホームビデオでは「宇宙から来た15メートルの赤ちゃん」となっていた。
『3』では、すでに10歳になっているという設定。おもちゃよりもゲームやiPodに興味があり、バービーを躊躇いもせずに手放した。『1』と『2』での声を担当したハンナ・アンクリッチは『3』の監督リー・アンクリッチの娘である。
デイビス夫人
声優 - ローリー・メトカーフ/小宮和枝
しばしばトラブルメーカーとなるアンディとモリーの母親。
『1』ではグリーン・アーミーメンの1人を踏んでしまったり、『2』ではヤードセールを開催して彼女の不注意でウッディを盗まれたり、『3』ではアンディが袋詰めにしたおもちゃたちをゴミに出してしまい、騒動のきっかけとなった。
ただ不注意な面はあるが、『1』でウッディとバズがいなくなったことを嘆くアンディを慰め、『2』でウッディを譲ってくれるように言うアルに対しても「アンディの昔からの大切な玩具だから」と突っぱねて断固拒否するなど、母親としてアンディや彼のおもちゃのことをとても大切に思っている。ナンバープレートがA113のミニバンを所持している。『2』と『3』の間に新車を購入した。
また、劇中ではアンディの父親は全く登場せず、また父親不在の理由も語られていない。
さらにファンの間には、大人になったエミリー（後述）なのではないかという説があるが、原案のピート・ドクターによって否定されている。

### アンダーソン家
『3』のラストでウッディ達の新しい持ち主となったボニーの家。
ボニー・アンダーソン
声優 - エミリー・ハン（3 - 謎の恐竜ワールド）→マデリーン・マックグロウ（4）/諸星すみれ（3 - レックスはお風呂の王様）→藤巻杏慈（トイ・ストーリー・オブ・テラー、謎の恐竜ワールド）→中村優月（4）
アンディの親戚で、サニーサイドのチョウチョ組に通うおもちゃ好きの少女。4歳。アンディと同じように人形劇仕立ての遊びをする。
おもちゃと一緒に眠ったり、自分のおもちゃを絵に描いて大切にするなど、おもちゃを大切にしている。
『3』のラストでウッディらアンディのおもちゃの新しい持ち主となる。
アンダーソン夫人
声優 - ロリ・アラン/堀越真己
ボニーの母親で、サニーサイドの保育士。デイビス夫人とは友人関係である。
アンダーソン氏
声優 - ジェイ・ヘルナンデス/内野孝聡
ボニーの父親。『3』では未登場のままだったが、『4』にて初登場した。

### フィリップス家
『1』の終盤までデイビス家の隣家だった家族。
シド・フィリップス
声優 - エリック・フォン・デットン/堀裕晶（1）→落合弘治（3）
『1』およびピクサー初のディズニー・ヴィランズ。
アンディ同様におもちゃを用いたごっこ遊びに興じる年相応な面がある一方で、オモチャの破壊や改造、大量の火薬を通販で購入して爆破させるなど、破天荒な性格をしている。そのため、アンディのおもちゃ達からは「おもちゃ殺し」として恐れられている。
妹・ハンナのおもちゃを勝手に奪って改造しているが、兄妹仲が特に悪いという様子はない。一方、母親に対しては猫をかぶっており、良い子として振る舞っている。
『1』の序盤ではサマーキャンプに出かけていたらしいが、なぜか途中から戻ってきていた（ハムは「何かしら問題を起こして追い出された」と推測している）。
アンディとは異なり友達付き合いの様子は描かれておらず、ピザ・プラネットにも一人で遊びにきていた。
ピザ・プラネットのクレーンゲームの中に迷い込んだウッディとバズを獲得し、通販で購入した大型のロケット花火を取り付けて（元々はウッディの予定だったが）バズを打ち上げようとするが、ウッディと彼のおもちゃたちの協力で懲らしめられたことでトラウマになり、おもちゃが大の苦手になった。
おもちゃたちにとっては恐ろしい存在だが、「玩具の改造を好む独創的な性格をした少年というだけで、決して悪人ではない」と音声解説において制作スタッフからコメントされている。
『3』ではサングラスを着用し、奇行をするゴミ回収人は声優の一致や同じドクロ柄のTシャツなど、成人した彼であることが示唆され、音声解説でも説明された。
ハンナ・フィリップス
声優 - サラ・フリーマン/笠原清美
シドの妹。人形遊びが好きだが、彼女のおもちゃはシドに取られ改造されたりしたせいで頭や腕が欠損している物が多い。
乱暴な兄と比べるとおもちゃの扱いは優しく、偶然見つけた片腕の取れたバズにエプロンと帽子を身につけさせ、「ミセス・ネズビット（吹き替え版ではお隣の奥様）」と名付けて人形遊びに参加させていた。その後、おもちゃ恐怖症になった兄の反応を見てからかっていた。
フィリップス夫人
声優 - ミッキー・マクガワン/石川悦子
シドとハンナの母親。作中では声のみの登場で、姿は直接登場していない。
普段乱暴者なシドは母親の前では猫をかぶり、素直な態度で振る舞っている。
フィリップス氏
シドとハンナの父親。顔は直接映っていないが、スカッドに追われたバズが逃げ込んだ部屋のソファーに座ったまま眠っている姿で少し登場している。
獰猛なスカッドが頭の上がらない唯一の存在であり、部屋に逃げ込んだバズを追い詰めようとしてソファーで眠っている父親の姿を見つけた途端に追跡を諦め、父親を起こさぬよう静かに部屋から立ち去っている。

### 『2』の登場人物
アル・マクウィギン
声優 - ウェイン・ナイト/樋浦勉
『2』におけるディズニー・ヴィランズ。
おもちゃ屋「トイ・バーン」の経営者。偶然にもデイビス家のヤード・セールに来ていて、長い間探し回っていたウッディを発見して購入しようとするが、デイビス夫人に「息子の大事な玩具なので」と断固拒否されてしまう。『ウッディのラウンドアップ』関連のグッズを大量に所持しており、デイビス夫人が目を離したスキにウッディを盗んで日本の博物館に売り、一儲けしようとたくらむ。
自らニワトリのコスプレを着てテレビCMでおもちゃ屋の宣伝をしており、ウッディを盗んで逃走する際に車から落とした着ぐるみの毛が、バズは彼が犯人であることを特定するきっかけとなった。
おもちゃ博物館のオーナーと取引契約をし、空港でウッディ達を入れたスーツケースを預けて飛行機に乗り込むが、そのスーツケースが飛行機に運ばれる間に誰よりも博物館行きを望んでいたプロスペクターがエイミーの荷物に入り、脱出したウッディとバズ達によってジェシーとブルズアイが救出された事で、到着した時にはウッディ達を紛失してしまった形になる。その事が原因で業界の面目を失い倒産したらしく、その後のCMでは閉店セール（商品が全て1ドル）の告知をしながら泣き崩れていた。
『トイ・ストーリー・オブ・テラー！』では直接登場しないものの、ホテルのオーナーのロンが盗んだウッディを郵送したときの宛名が「トイ・バーン」となっていたことから、ロンが盗んでネットオークションに出品したウッディを2000ドルで落札している辺り、懲りたり反省している様子が全くないことが仄めかされている。
店は道路を挟んで自宅（とみられる）マンションの向かい側で、店に行く際には車に乗っているにもかかわらず「全く冗談じゃないぜ、出勤かよ!土曜だってのに、あんなとこまで!」と言っている。好物はチーズスナックとビーフジャーキー。「トイ・バーン」の存在は『1』で判明しており、バズのTVコマーシャルに出ている。
ミスターコニシ
声優 - フィリップ・プロクター/石井隆夫
日本の東京都にある博物館「小西おもちゃ博物館」のオーナー。ウッディ達を購入する取引契約をアルと行った。
「小西」という苗字の由来はピクサーに実在する女性社員「ソノコ・コニシ」より。
修理屋
声優 - ジョナサン・ハリス/佐々木梅治
腕が取れてしまったウッディを直したおもちゃの修理屋。特製の診察台のような修理道具箱を持っており、壊れたおもちゃを新品同様に直す。修理のことを「オペ」と呼ぶ。
実はピクサーの短編『ゲーリーじいさんのチェス』（『2』の前年に公開）の主人公、ゲイリーじいさんと同一人物である（ただし外観に若干の差異があり、声も異なる）。道具箱の中に、チェスの駒が転がっているのが一瞬映る。
エミリー
ジェシーの元の持ち主。幼いころはジェシーといつも一緒だったが、成長するにつれておもちゃよりもオシャレに興味を持ち始め、ジェシーが不要となり、手離してしまった。後にアルの手に渡った。
『2』のDVDには未公開映像の一つとして彼女の車が暴走するシーン（実はスタッフがお遊び目的で制作したもの）が存在する。
エイミー
劇中では名前は一切登場しないが、おもちゃに化粧（落書き）をするのが大好きな少女。自分が所有するバービーにもエキセントリックな化粧を施すほどの独特なセンスの持ち主だが、満更でもない彼女からは「芸術家」としてその才能を見込まれている。
空港でウッディ達によって自分のリュックにプロスペクターを放り込まれるも、何も疑うことなく、バービーと同じように化粧をしてあげようとそのまま持ち帰ってしまった。

### 『3』の登場人物
イモムシ組の園児たち
サニーサイドに通う幼い子供たち。おもちゃをとても乱暴に扱うので、所属するおもちゃからは恐れられており、壊してしまうことも少なくはない。しかしシドのように悪意はあるわけではなく、おもちゃの正しい遊び方を知らないだけでおもちゃそのものは好きであり、特に新しいおもちゃが大好きらしい。
メガネをかけた園児の着ている服には、ライトニング・マックィーンのゼッケンがプリントされている。
デイジー
ロッツォ、ビッグ・ベビー、チャックルズの元の持ち主。ピクニックに行った後、眠ってしまい、両親がそのまま、ロッツォたちを忘れて連れて帰ってしまい、その償いで新しいロッツォを買ってもらうがそれが原因で置き去りにされたロッツォの心を歪ませてしまい、古い自分達は捨てられたと決めつける。しかし、デイジーはロッツォそのものは好きであったため、チャックルズから真実を聞いたウッディからは失くしただけでいらなくなった訳ではないと指摘した。
ゴミ処理場の作業員
声優 - 不明/ふくまつ進紗
ゴミ回収車の運転士。ゴミ捨て場に捨てられている気に入った物を拾って持ち帰り、収集車のフロント外にくくりつける癖がある。昔、サニーサイドの物（ロッツォ）とは別のベアを持っていたらしい。シドを示唆する人物とは別人。

### 『テラー！』の登場人物
ロナルド・トンプキンス
声優 - スティーヴン・トボロウスキー/吉見一豊
『トイ・ストーリー・オブ・テラー！』に登場。祖母の家へ向かう道中のボニーとアンダーソン夫人が泊まった「スリープウェルモーテル」のマネージャー。
裏ではペットのミスター・ジョーンズを使ってオモチャを盗み、ネットで売りさばく姑息な男。しかしジェシーの活躍で悪事を暴かれ、アンダーソン夫人によって警察に通報されて逃亡する。

## 動物
スカッド
『1』に登場。シドの家で飼われているブルテリア犬。獰猛かつ執念深い性格。
飼い主であるシドの命令をよく聞くが、それだけに与えられた玩具には容赦が無い。しかし、シドとハンナの父親のフィリップス氏には唯一頭が上がらない模様。中型犬であるにもかかわらず室内飼いのため屋内を自由に歩き回っており、脱出しようとするウッディとバズを窮地に陥らせる。また、なんとか難を逃れた二人を激しく追跡するが、その時の影響で多くの車に囲まれて出られなくなってしまった。
バスター
『1』のラストでアンディが母からプレゼントされた犬。アンディ以上にウッディに懐いている。スカッド同様にある意味では、ウッディたちが生きているのを知っており「お座り」「手をあげる」「撃たれる」などの芸ができるが、本来の飼い主であるアンディが命令をしても芸をせず、実際にアンディをこのことで不貞腐れさせている。
また、アンディの部屋に隠れたウッディを見つけるゲームをしており、劇中で新記録を叩き出す。
『3』では老犬になっており、今でもウッディの呼び声に応えてやってくるが、太ってしまったためか『2』のような俊敏な動きはできなくなっている。
フリック
声優 - デイブ・フォーリー/宮本充
『2』のみ登場。『バグズ・ライフ』の主人公で、ミニサイズで登場。NGシーン集ではズームアップされ、台詞も存在する。NG集ではハイムリックが『バグズ・ライフ2』を作ったと勘違いし、彼から事実を聞く。
ハイムリック
声優 -ジョー・ランフト/島香裕
フリックと同じく『2』のみ登場で、ミニサイズで登場する。『バグズ・ライフ』ではサーカス団の道化師である。NGシーン集でもフリックと同じく、ズームアップされ、台詞も存在する。フリックに「続編だけどバグズ・ライフ2じゃない」と言う。
カーズのジョー・ランフト追悼シーンでもレニーやウィージーと同じく登場する。その際の映像自体はバグズ・ライフ本編のものを流用してある。
ミスター・ジョーンズ
『トイ・ストーリー・オブ・テラー！』に登場。ロンが飼い慣らしているイグアナ。犬のように人懐っこい性格。
ロンの命令には忠実で、オモチャを盗み出す。

## スペースレンジャー・バズ・ライトイヤー
ミラ・ノヴァ王女
ライトイヤーチームの紅一点。タンジア星の元王女。ザーグに星を襲われたところをバズに救われて以来、彼に賛同してレンジャーとなった。壁を通り抜ける能力を持つ。勝気な性格で当初はバズから冷たくされていたが、事件後に正式にメンバーとなった。
ブースター
ライトイヤーチームの一員。赤い体のモンスター。のんびり屋で力持ち。レンジャーになる前は見習いの掃除係だったが、事件後に隊長に認められレンジャーとなった。レンジャーになってからはその巨体と怪力でチームを援護する。
XR
ライトイヤーチームの一員。リトル・グリーン・メンが作ったロボット。当初は相手の台詞を真似る一方で冷静な性格だったが、リトル・グリーン・メンに修理されてからはおしゃべりでムードメーカーな性格となった。ブースターとは兄弟のように仲がいいが、彼のマイペースな性格には呆れており、たびたびツッコミ役になる。
ワープ・ダークマター
バズの元パートナー。その正体はザーグの右腕に仕える部下で、バズの仲間を装いスパイしていた。事件後は逮捕されるが、TVシリーズでは何故か釈放されてたびたび悪役として登場する。